# Radwanice (powiat wrocławski)
Radwanice – wieś w Polsce, położona w województwie dolnośląskim, w powiecie wrocławskim, w gminie Siechnice. 
W latach 1975–1998 miejscowość należała administracyjnie do województwa wrocławskiego. 
Liczba ludności: 3284 według stanu na 31 grudnia 2020 roku.

## Położenie
Miejscowość przylega do południowo-wschodniej granicy Wrocławia. Jest przecięta na dwie części drogą Wrocław – Oława o znacznym natężeniu ruchu. W 1997 r. Radwanice ucierpiały w czasie powodzi. Na północ od miejscowości rozciągają się tereny wodonośne Wrocławia.
Przez miejscowość przebiega droga krajowa DK94.

## Nazwa
Pierwsza wzmianka o miejscowości w formie Radwentitz pochodzi z 1338 roku. Nazwa była później notowana także w formach Radwenticz, Radewanawicz (1353), Radwanicz (1382), villa Radwanitz (1579), Radvanitz (1651-52), Rattwanitz (1743), Radwanitz (1795), (1338 Radwentitz u. Radewanawicz, 1360 Radwenticz) Radwanitz (1845), Radwancice, Radwanitz (1896), Wasserborn (1937), Radwanitz, Wasserborn (1941). 
Nazwa wsi jest nazwą patronimiczną, wywodzącą się od nazwy osobowej Radwan, pochodnej od imienia męskiego Radowan, utworzoną przez dodanie przyrostka -ice. Do języka niemieckiego została przejęta w formie Radwanitz. Władze hitlerowskie zmieniły nazwę na Wasserborn. Po II wojnie światowej ustalono polską nazwę Radwanice, która została  oficjalnie przyjęta 12 listopada 1946 roku.

## Gospodarka
Zlokalizowana była tu fabryka zapalniczek Unilight Polska Sp. z o.o.

## Zabytki
Do wojewódzkiego rejestru zabytków wpisany jest:
- kościół ewangelicki, obecnie rzym.-kat. par. pw. MB Różańcowej, ul. Kościelna 8, z 1937 r.